# Muhsin Hendricks
Muhsin Hendricks (Cape Town, lipanj 1967. – Bethelsdorp, 15. veljače 2025.) bio je južnoafrički imam, islamski učenjak i LGBT aktivist. Bio je uključen u razne skupine za zagovaranje prava LGBT muslimana i zalagao se za veće prihvaćanje LGBT osoba unutar islama. Smatra se prvim otvoreno homoseksualnim imamom na svijetu, nakon što je 1996. godine javno priznao da je homoseksualac. Hendricks je u veljači 2025. godine u Bethelsdorpu u Južnoj Africi postao žrtva zločina iz mržnje i preminuo je od posljedica ranjavanja vatrenim oružjem u pokušaju ubojstva.